# 30 giorni di buio
30 giorni di buio (30 Days of Night) è un film del 2007 diretto da David Slade, con protagonisti Josh Hartnett e Melissa George, tratto dall'omonima serie a fumetti di Steve Niles e Ben Templesmith. Il film ha avuto un sequel intitolato 30 giorni di buio II.

## Trama
Circolo polare artico, Barrow (Alaska), Stati Uniti. Uno straniero, giunto a bordo di una nave, si dirige verso l'insediamento umano più a nord. Dopo avere atteso la partenza di buona parte dei suoi abitanti dovuta ai "30 giorni di buio" (la notte polare a cui la cittadina è annualmente soggetta), lo straniero compie una sequela di sabotaggi, come bruciare molti telefoni satellitari, manomettere l'elicottero e rendendosi anche responsabile dell'abbattimento di ogni cane da slitta. Lo sceriffo Eben Oleson ed il suo vice Billy Kitka indagano su tali eventi.
Stella Oleson, l'ex moglie di Eben, è costretta a rimanere a Barrow per aver perso il suo aereo. Nonostante cerchino di evitarsi a vicenda, Stella aiuta Eben quando arresta lo straniero responsabile dei sabotaggi e dei cani uccisi alla tavola calda. Portato alla stazione di polizia locale, lo straniero minaccia i presenti affermando in continuazione che "stanno arrivando" e verrà onorato per ciò che ha fatto. Proprio allora le luci della cittadina si spengono, quindi Eben si reca alla centrale elettrica e centro di telecomunicazione cittadino per scoprire qual è il problema e far inviare all'operatore Gus Lambert una richiesta di aiuto, ma trova il posto smantellato e la testa di Gus infilzata su un palo.
Quando Eben e Stella cercano di mettere in guardia i paesani, l'insediamento viene invaso da un gruppo di vampiri che si mettono a massacrare ferocemente la gente, inclusa la nonna affetta da cancro di Eben. Anche lui e Stella vengono attaccati, ma vengono salvati in tempo da Beau Brower, il guidatore dello spazzaneve cittadino, che poi li conduce al riparo. Lo straniero, intanto, rimasto alla stazione, viene confrontato da Marlow, il leader dei vampiri. Lo straniero è convinto che i vampiri lo accoglieranno nel gruppo come ricompensa per aver fornito loro un intero villaggio di prede, ma invece viene ucciso da Marlow, che gli torce il collo.
Nelle settimane che seguono, i sopravvissuti trovano rifugio in una soffitta, finché Kirsten Toomey non attira la loro attenzione. Eben presto si accorge che la ragazza, la quale sta camminando per strada invocando aiuto, viene usata come esca dai vampiri. Nonostante il rischio, Eben decide di avventurarsi all'esterno per cercare di trarla in salvo. Una volta uscito, trova l'amico John Riis nascosto nell'intercapedine inferiore di una casa, divenuto un vampiro. Eben lo affronta: quando l'amico resta accidentalmente intrappolato nelle catene di un'altalena, lo uccide con un'accetta. Intanto, Kirsten, ritenuta non più utile, viene divorata dai vampiri. Alcune ore dopo, Wilson Bulosan, accortosi dell'assenza del vecchio padre Isaac, corre fuori a cercarlo: il vecchio, in preda ad una crisi di demenza senile, è scappato. Entrambi vengono catturati e massacrati.
Giorni dopo, durante una tormenta di neve, Eben ed il suo gruppo si recano ad un emporio allo scopo di fare provviste. Qui, una bambina-vampiro attacca Carter Davies, ma viene decapitata da Jake, il fratello minore di Eben. Poco dopo la tempesta di neve finisce rapidamente e, non ritenendo che quel luogo sia sicuro, Eben decide che il gruppo dovrà rifugiarsi alla stazione di polizia. Per fare questo crea un diversivo: corre verso la casa della propria nonna, dove sono nascoste alcune lampade utraviolette a lei indispensabili per coltivare la marijuana ad uso terapeutico, per poi riattivare il generatore elettrico accendendo le luci ai vampiri. La compagna di Marlow, Iris, rimane sfigurata da essa e quindi lui si ritrova costretto a sopprimerla.
I vampiri disattivano il generatore e Beau corre per aiutare Eben, abbattendo vampiri, sparando e travolgendoli con un trattore dotato di falciatrice. Quindi, schiantandosi contro un hotel, tenta di farsi esplodere mediante alcuni candelotti di dinamite per non cadere nelle loro mani ed abbatterne quanti più possibile. Egli, malauguratamente, sopravvive alla deflagrazione e Marlow lo uccide calpestandogli il cranio. Il suo sacrificio dà tempo allo sceriffo di raggiungere il gruppo alla stazione di polizia. Lì, Carter rivela a tutti che sta iniziando a trasformarsi per via del morso che gli aveva dato la bambina-vampiro all'emporio. Eben accompagna Carter in una stanza accanto e dà seguito alle sue ultime volontà tagliandogli la testa con l'accetta.
Due settimane dopo, Stella e Eben si accorgono che qualcuno sta facendo loro dei segnali da un'abitazione vicina. Introdottisi lì scoprono Billy, che ha ucciso la propria moglie e figlia per non farle soffrire durante l'attacco dei vampiri, ma dato che il suo fucile gli si era inceppato non è riuscito a suicidarsi. Eben viene a sapere che il centro di controllo degli oleodotti è l'unico in città ad avere ancora energia elettrica e si decide di raggiungerlo. In marcia, il gruppo incontra Gail Robbins, una bambina che vaga per strada in stato di shock inseguita da uno dei vampiri. Stella raggiunge la piccola e la trae in salvo. Eben e Billy distraggono il vampiro separandosi da Stella e dal resto del gruppo. Eben e Billy raggiungono poi i sopravvissuti, i quali sono già arrivati al centro di controllo. Quando il vampiro li raggiunge, tra lui e Billy scatta una violenta colluttazione al termine della quale il vampiro finisce maciullato in un tritarifiuti industriale. Nel farlo Billy perde un avambraccio e inizia a soccombere all'infezione provocata da un morso, quindi Eben lo sopprime.
Verso la fine dei 30 giorni, i vampiri si mettono a bruciare l'intero villaggio per distruggere ogni prova del loro passaggio e impedire che i sopravvissuti rivelino al mondo la loro esistenza. Rendendosi conto che non può sconfiggerli con le proprie forze, Eben decide di tramutarsi in un vampiro estraendo il sangue infetto di Billy e iniettandoselo con una siringa. Divenuto un vampiro, Eben esce allo scoperto per affrontare i mostri. Marlow identifica Eben come il "capobranco" degli umani e si mette a combatterlo. Al termine di un feroce scontro, Eben uccide Marlow traforandogli la testa con un pugno. Rimasti senza leader e con il Sole che sta arrivando, i vampiri rimasti sono costretti a ritirarsi.
Nel finale, quando giunge l'inevitabile ora dell'alba, Eben si reca ad osservarla per l'ultima volta in compagnia di Stella. Prima di essere incenerito dalla luce del Sole, Eben riesce a scambiare un ultimo bacio con Stella, che poi abbraccia la sua salma carbonizzata.

## Produzione
Il fumetto di Steve Niles è stato a lungo conteso da varie case di produzione per un adattamento; alla fine ad accaparrarsi i diritti è stata la Columbia Pictures che ha subito affidato la produzione a Sam Raimi e Robert G. Tapert. Nel settembre del 2005 come regista è stato scelto David Slade, che si era già fatto notare nel 2005 con Hard Candy, mentre la sceneggiatura è stata affidata a Brian Nelson, che aveva già lavorato con Slade, e a Stuart Beattie.
Dopo la scelta del cast, la produzione vera e propria è iniziata nel settembre del 2006 per concludersi nel febbraio 2007, dopo di che il film è andato in fase di montaggio. La pellicola è stata girata in Nuova Zelanda agli Henderson Valley Studios di Auckland. Il budget speso ammonta a 30 milioni di dollari.  La colonna sonora è stata composta da Brian Reitzell e distribuita da Invada Records.

## Distribuzione
30 giorni di buio ha debuttato nelle sale cinematografiche statunitensi il 19 ottobre 2007. 
In Italia il film è stato distribuito nelle sale l'8 febbraio seguente. L'opera è successivamente stata distribuita anche nel mercato home video.

## Accoglienza

### Pubblico
Il film ha incassato 75,5 milioni di dollari al botteghino.

### Critica
Sull'aggregatore Rotten Tomatoes il film riceve il 51% delle recensioni professionali positive con un voto medio di 5,6 su 10 basato su 157 critiche, mentre su Metacritic ottiene un punteggio di 53 su 100 basato su 29 critiche.

## Prequel, sequel e parodia
Prima dell'uscita del film nelle sale statunitensi, è stato girato un prequel intitolato 30 Days of Night: Blood Trails della durata di 30 minuti diretto da Víctor García. Il film, realizzato dalla FEARnet, è stato distribuito esclusivamente su internet, è ambientato due giorni prima degli avvenimenti di 30 giorni di buio, e racconta le vicissitudini di George, informatore che lavora per la cacciatrice di vampiri Judith, iniziate a New Orleans e terminate nei pressi di Barrow. Successivamente è stata girata un'altra parte intitolata 30 Days of Night: Dust to Dust.
Nel 2010 è stato realizzato un sequel per la regia di Ben Ketai, intitolato 30 giorni di buio II (30 Days of Night: Dark Days), distribuito in Italia da Sony Pictures, è interpretato da Kiele Sanchez, Mia Kirshner e Harold Perrineau.
Nel 2013 venne girata una parodia di 80 minuti del film, intitolata 30 Nights of Paranormal Activity with the Devil Inside the Girl with the Dragon Tattoo per la regia di Craig Moss.